# Tangente hiperbólica
La tangente hiperbólica de un número real {\displaystyle x} se designa mediante {\displaystyle \tanh x} y se define como el cociente entre el seno hiperbólico y el coseno hiperbólico del número real {\displaystyle x}.
La fórmula es entonces
{\displaystyle \tanh x={\cfrac {\sinh x}{\cosh x}}}
Si se sustituye de acuerdo con las definiciones de seno hiperbólico y coseno hiperbólico, se obtiene una fórmula más directa para la tangente hiperbólica, a saber:
{\displaystyle \tanh x={\cfrac {e^{x}-e^{-x}}{e^{x}+e^{-x}}}}

## Derivada
- {\displaystyle {\frac {d}{dx}}\tanh x={\frac {1}{\cosh ^{2}x}}}

- {\displaystyle {\frac {d}{dx}}\tanh x=1-\,\mathrm {tanh} ^{2}x}

## Inversa
{\displaystyle {\mbox{arg tanh }}x=\ln \left({\sqrt {\frac {1+x}{1-x}}}\right)={\frac {1}{2}}\ln \left({\frac {1+x}{1-x}}\right)}